# Zentla
Zentla är en kommun i Mexiko.   Den ligger i delstaten Veracruz, i den sydöstra delen av landet, 250 km öster om huvudstaden Mexico City. Antalet invånare är 12 379. Arean är 241 kvadratkilometer.
Terrängen i Zentla är varierad.
Följande samhällen finns i Zentla:
- Ejido la Piña
- Pueblito de Matlaluca
- Corazón de Jesús
- Puentecilla
- Agua Escondida
- Zocapa del Rosario
- Potrero
- Rincón Mariano
- Mata Pastor
- El Huaje
- Tenanzintla
- Coyotepec
- La Represa
- El León
- Colonia Chiquita
- El Refugio
- Acapulco
- Dos Luceros
- Rincón Tío Tamal